# پادشاه (فیلم ۲۰۰۸)
پادشاه (انگلیسی: King) یک فیلم به کارگردانی سرینو وایتلا است که در سال ۲۰۰۸ منتشر شد. از بازیگران آن می‌توان به تریشا، آرجان باجوا، و مامتا موهانداس اشاره کرد.